# Alessandro Guzzi
Alessandro Guzzi (Roma, 20 agosto 1951) è un pittore e scrittore italiano.

## Biografia
Alessandro Guzzi, figlio di una pianista e di un avvocato, è nato a Roma nel 1951. Ha seguito studi classici e si è laureato in legge nel 1977, con una tesi sull'avvocato e filosofo napoletano Francesco D'Andrea. Dopo una breve esperienza come procuratore, ha lasciato la professione per dedicarsi interamente alla pittura, incoraggiato dallo zio Virgilio Guzzi.

### Pittura
Alessandro Guzzi, partito da una figurazione surreale ed onirica è approdato ad una pittura d'immagine, con una particolare attenzione per composizione e disegno. L'assetto apparentemente realistico delle sue opere, implica però una forte tensione mistica, che ricorda la pittura preraffaellita. Le sue figure sono infatti simboliche e sembrano partecipare a due dimensioni parallele: quella della realtà visibile e quella dell'invisibile.
 

Pur evidenziate plasticamente dalle forme e dal colore, esse sembrano indefinibili, 
ed il loro significato è enigmatico.

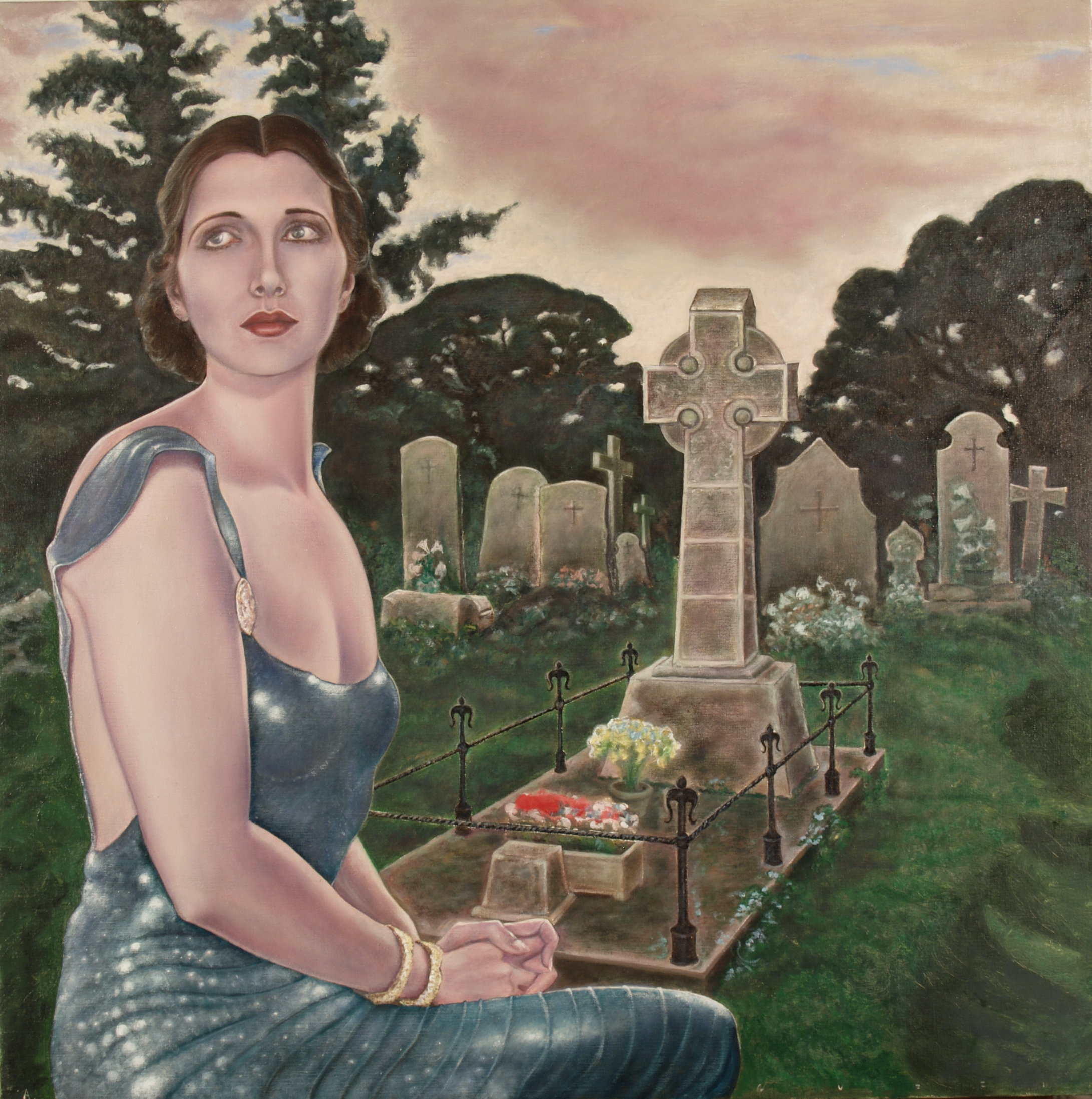
Il punto radiante

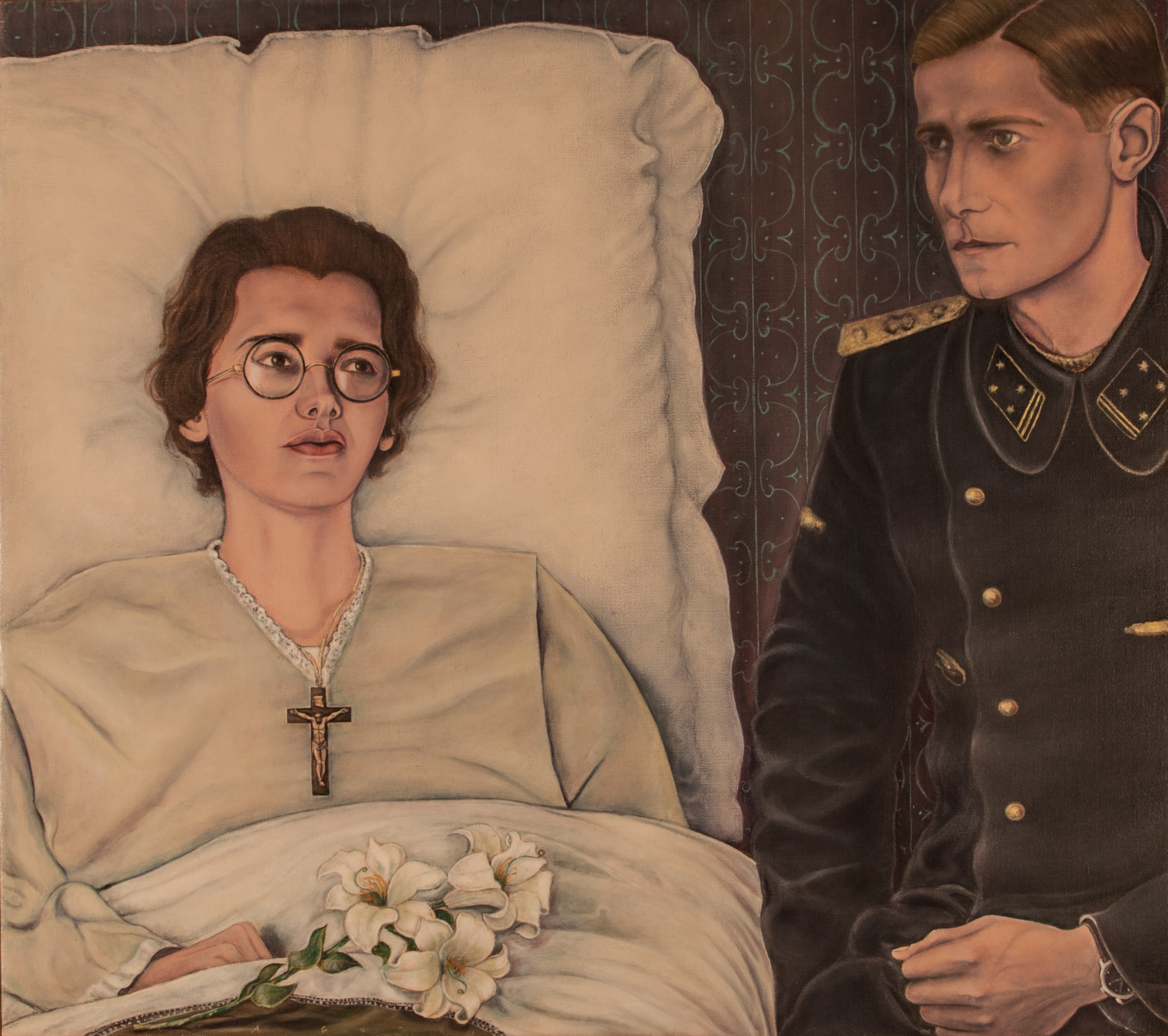
Marthe e Jochen

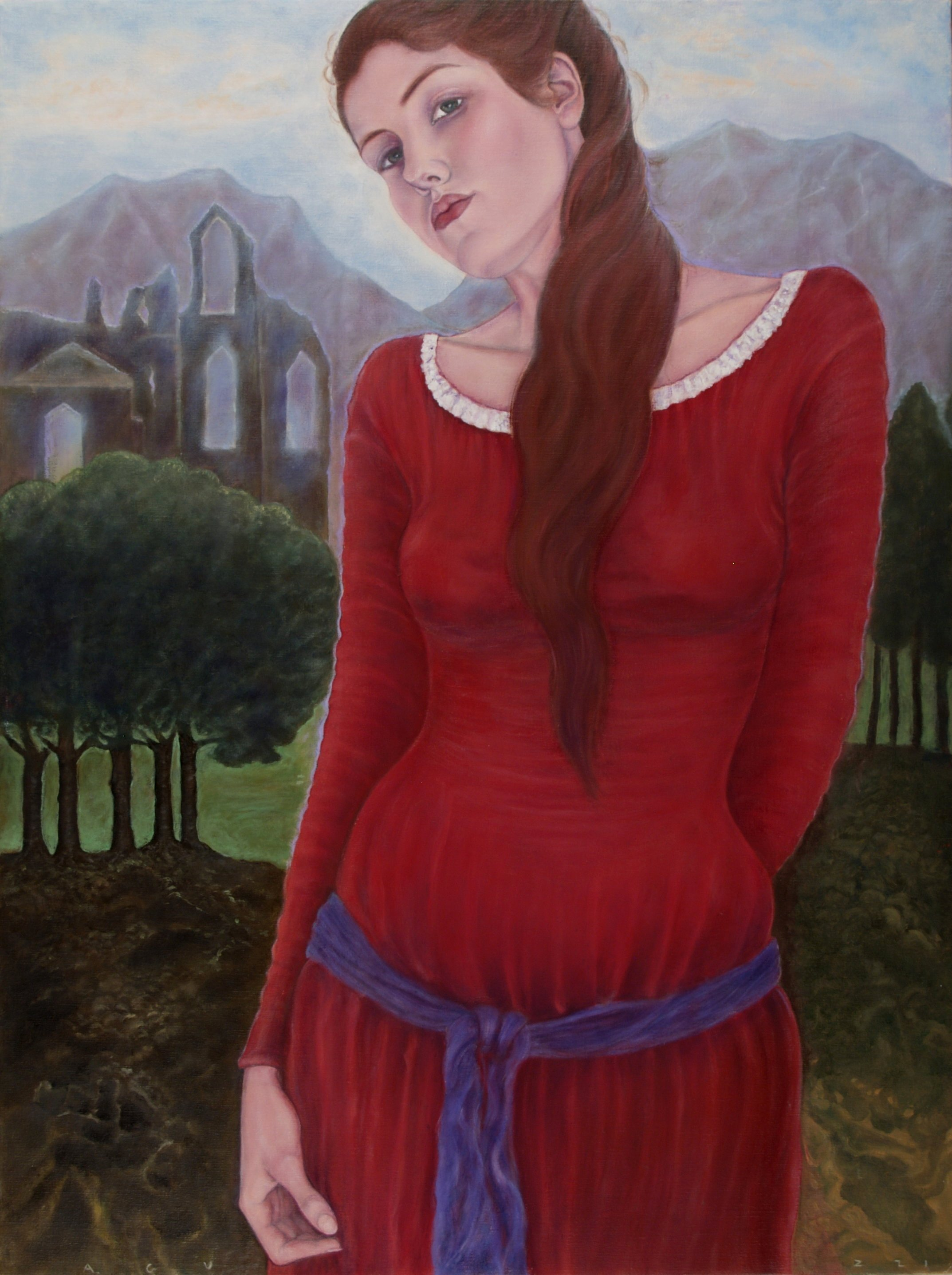
La regina dell'alba

Le figure dei quadri di Guzzi, non avendo riferimenti temporali, ed essendo circondate da luoghi disabitati ed antiche rovine, sembrano appartenere ad una dimensione senza tempo, nella quale rimpianto, mistero ed un anelito mistico diventano i veri protagonisti dell'opera.

### Scrittura
Alessandro Guzzi si è occupato di astrologia, pubblicando sue ricerche e le prime traduzioni italiane di opere di Alan Leo. Negli ultimi anni si è principalmente dedicato alla scrittura di saggi d'interpretazione degli effetti spirituali e sociali del Concilio Vaticano II e della riforma liturgica del 1969, in relazione al Nuovo Ordine Mondiale. 
Una monografia completa dell'opera di Alessandro Guzzi è uscita nel 2023 con la sigla Quinto Segno, con interventi di Lorenzo Canova, Paolo Balmas e Mons. Marco Agostini. Il volume è corredato da molte riproduzioni a colori ed un'ampia antologia di testi critici.
Nel Novembre del 2024 è uscito con la sigla Quinto Segno, un nuovo volume di Alessandro Guzzi dal titolo: “ Aspetti di una crisi di Dio, preparazione della terra all’arrivo del falso messia ”. Il libro sarà presentato presso il Caffé Letterario Hora Felix in Roma nel dicembre 2024, con gli interventi di Marina Panetta, Mariella A. M. Fulvio e Maurizio Messina.
Il volume idealmente si riallaccia ai libri di Guzzi già pubblicati sul tema della cospirazione internazionale, la cui origine e finalità sono per Guzzi di ordine “mistico”: l’annientamento del Cristianesimo e l’adesione del mondo ad un paganesimo anticristico.

## Opere
- Alan Leo, Astrologia esoterica, traduzione di Alessandro Guzzi, Milano, Nuovi Orizzonti, 1995.

- Alan Leo, L'oroscopo progresso, traduzione di Alessandro Guzzi, Milano, Nuovi Orizzonti, 1997.

- Alessandro Guzzi, Rivoluzioni solare e lunare, Basi tecniche ed interpretative, Milano, Nuovi Orizzonti, 1993.

- Alessandro Guzzi, Trutina Hermetis, L'oroscopo del concepimento, Milano, Nuovi Orizzonti, 1994.

- Alessandro Guzzi, I ritorni solari in astrologia, Torino, Edizioni Federico Capone, 2004.

- Alessandro Guzzi, Il Regno dell'Anticristo ed altri scritti, Ferrara, Edizioni La Carmelina, 2014.

- Alessandro Guzzi, Trasformazione del Male, Cermenate, Radio Spada Editrice, 2017.

- Alessandro Guzzi, Canto dell'Occidente, Tavagnacco, Edizioni Segno, 2019.

- Alessandro Guzzi, Aspetti di una crisi di Dio,la preparazione della terra all’arrivo del falso messia, Edizioni Quinto Segno, 2024.